# Kruševo (Obrovac)
Kruševo ist ein Ort in Norddalmatien. Administrativ gehört Kruševo zur Stadt Obrovac. 

## Geographie

### Beschreibung
Kruševo liegt etwa 5 km südwestlich von Obrovac auf einer Höhe von 220 m.i.J. Kruševo befindet sich nordöstlich des Kariner Meers in der Bukovica Region. Die meisten Einwohner Kruševos leben von Landwirtschaft, insbesondere Viehzucht. 

### Bevölkerung
Kruševo hatte bei der Volkszählung von 1991 1674 Einwohner, die mehrheitlich Kroaten waren. Laut der Volkszählung von 2011 hat Kruševo 1112 Einwohner.

## Geschichte
Kruševo ist schon seit der Eisenzeit besiedelt. Der illyrische Stamm der Liburner besiedelte diese Region. Zu römischen Zeiten befand sich dort, wo sich heute Kruševo befindet, die römische Stadt Clambetae. Heute lassen sich Pflastersteine, die Überreste eines Mars-Tempels, einer Therme sowie von Inschriften und Figuren finden. 
Im Zuge der slawischen Landnahme auf dem Balkan im 7. Jahrhundert kamen die heutigen Kroaten in die Region. Kruševo wurde im Jahr 1224 das erste Mal urkundlich erwähnt. 
Zu Beginn des Kroatienkrieges kam es um Kruševo zu Gefechten. Anschließend war die Stadt unter der Kontrolle der kroatischen Serben. Durch die Militäroperation Oluja kam Kruševo wieder unter die Kontrolle Kroatiens. 